# ナイン・オールドメン
ナイン・オールドメン (Nine Old Men) は、かつてウォルト・ディズニー・スタジオに在籍していた数多くのアニメーターの中でも、取り分けて中心的な動きを果たした、伝説的なアニメーター9人である。

## 呼び名の由来
ナイン・オールドメンの名の由来は、F・ルーズベルト大統領に批判をしたとされる9人の最高裁判事「ナイン・オールドメン」に由来する。

## ナイン・オールドメンのメンバー
| 氏名                         | 英語                         | 生年月日       | 没年月日       | 入社   |
| ---------------------------- | ---------------------------- | -------------- | -------------- | ------ |
| エリック・ラーソン           | Eric Larson                  | 1905年09月03日 | 1988年10月25日 | 1933年 |
| レス・クラーク               | Les Clark                    | 1907年11月17日 | 1979年09月12日 | 1927年 |
| ミルト・カール               | Milt Kahl                    | 1909年03月22日 | 1987年04月19日 | 1934年 |
| ウォルフガング・ライザーマン | Wolfgang “Woolie” Reitherman | 1909年06月26日 | 1985年05月22日 | 1933年 |
| ジョン・ラウンズベリー       | John Lounsbery               | 1911年03月09日 | 1976年02月13日 | 1935年 |
| フランク・トーマス           | Franklin “Frank” Thomas      | 1912年09月05日 | 2004年09月08日 | 1934年 |
| オリー・ジョンストン         | Oliver Martin Johnston Jr.   | 1912年10月31日 | 2008年04月14日 | 1935年 |
| マーク・デイヴィス           | Marc Fraser Davis            | 1913年03月30日 | 2000年01月12日 | 1935年 |
| ウォード・キンボール         | Ward Walrath Kimball         | 1914年03月04日 | 2002年07月08日 | 1934年 |

## 参加作品
| 公開年 | 日本公開年 | 邦題               | 原題                            | 担当           |
| ------ | ---------- | ------------------ | ------------------------------- | -------------- |
| 1937年 | 1950年     | 白雪姫             | Snow White and the Seven Dwarfs | 全員が原画     |
| 1950年 | 1952年     | シンデレラ         | Cinderella                      | 全員が作画監督 |
| 1951年 | 1953年     | ふしぎの国のアリス | Alice in Wonderland             | 全員が作画監督 |
| 1953年 | 1955年     | ピーター・パン     | Peter Pan                       | 全員が作画監督 |

## 逸話
- ファイアハウス・ファイブ・プラス・トゥーというバンドを組んでいたことがある。
- メンバー全員がアニメーション監督として一緒に手がけた作品は唯一『ピーター・パン』だけである。
- メンバーの中で、ジョンが最初に亡くなってしまい、残されたメンバーは「自分達はいつまでも一緒にいることはできない」ということを痛感したという。
- メンバーであるウォルフガングは唯一、長編アニメーション監督の経験がある人物として有名だが、監督として携わった作品には同じメンバーのオリー、フランク、ミルト、ジョンをアニメーション監督として起用することが多く、そのため、今までに公開されてきた作品と違和感を覚えることなく見ることができる。また、必ずといっていいほど彼が手がけた作品のなかでダンスシーンでは先に発表されてきたシーンを彷彿とさせるものが多く、『ロビン・フッド』の作中では、『ジャングル・ブック』『白雪姫』『おしゃれキャット』の3作品と同じシーンが出てくる。これはコストを抑えるためにウォルフガングが自発的に始めたらしい。

## ゆかりの人々
- ノーム・ファーガソン
- アンドレアス・デジャ - 動物などキャラクターの感情表現をオリーから教わった。
- グレン・キーン - 入社後、暫く経ってからジョンに絵を見せたことがある。
- ジョン・マスカー - 眠れる森の美女が公開して何年後かにウォルガングに顔を初めて会わせた。
- ブラッド・バード - 13歳の時に初めてミルト本人に会った。
- ドン・ハーン
- ロン・クレメンツ - 新人の時に、研修プログラムの指導をしていたエリックに教わった。
- マーク・ヘン
- ケン・アンダーソン
- アイベン・アール
- タイラス・ウォン